# Темников
Темников (рус. Темников) град је у Русији у Мордовији.

## Становништво
| 1939. | 1959. | 1970. | 1979. | 1989. | 2002. | 2010. |
| ----- | ----- | ----- | ----- | ----- | ----- | ----- |
| 5.500 | 6.159 | 6.579 | 7.654 | 9.172 | 8.375 | 7.243 |